# Língua siuí
O siuí ou siuês (Também chamada Siwan ou berbere siuí; nomenativo: Jlan n isiwan) é uma língua berbere mais oriental, falada no Egito por cerca de 15 a 20 mil pessoas nos oásis  Siuá e oásis de Qara, próximo à fronteira Egito-Líbia.
Siwi é a língua normal de comunicação diária entre os berberes egípcios de Siua e Gara (Quara), mas como não é ensinada nas escolas locais, nem usada na mídia nem reconhecida pelo governo egípcio, sua sobrevivência a longo prazo pode ser ameaçada por contatos com estranhos e pelo uso de árabe egípcio em casamentos mistos; quase todos os hoje Siwis aprende árabe egípcia como uma idioma secundária de uma idade precoce.
Siwi foi fortemente influenciado pelo árabe, especialmente egípcio e bduíno, but also earlier stages of Arabic.
Siuí é a única língua berbere nativa do Egito, sendo falada nativamente mais a leste do que qualquer outra variedade berbere do norte da África. Dentro das línguas berberes se destaca por uma série de características linguísticas incomuns, incluindo o colapso das distinções de gênero no plural, a ausência de formas negativas dedicadas do verbo, o uso de concordância finita completa sobre o verbo na relativização do sujeito, o uso de la para negação sentencial e o empréstimo do árabe de uma forma comparativa produtiva para adjetivos. Siwi também mostra uma característica tipológica que é extremamente rara, não apenas regional, mas também mundial: acordo de destinatário sobre demonstrativos.

## Gramática
A ordem das palavras básica do Siwi é Sujeito-Verbo-Objeto, as in:
Predefinição:Interlinear
As preposições precedem o sintagma nominal. Dentro do sintagma nominal, os numerais (exceto, às vezes, "um") precedem o substantivo quantificado, enquanto outros modificadores seguem o substantivo principal. Os demonstrativos sempre seguem adjetivos ou sufixos possessivos, e podem até seguir orações relativas, e.g.:
Predefinição:Interlinear

### substantivos
Os substantivos Siwi são especificados para gênero gramatical (masculino ou feminino) e número gramatical (singular ou plural; na ocorrência ocasional de duais, consulte Sistema numérico. A maioria dos substantivos incorporam um prefixo fixo, geralmente  a-  para o singular masculino (por exemplo,  asen  "dente"),  i-  para o plural masculino (por exemplo,  isenən  "dentes"),  ta-  para feminino singular (por exemplo,  taṣṛəṃt  "intestino"),  ti-  para feminino plural (por exemplo,  tiṣəṛṃen  "intestinos"). Empréstimos árabes muitas vezes começam com invariante  (ə) l- , geralmente assimilando a um coronal seguinte, por exemplo,  ləqləm  "caneta",  ddhan  "óleo". Muitos substantivos também incorporam um sufixo, geralmente feminino singular  -t , masculino plural  -ən , feminino plural  -en , como visto acima; Empréstimos árabes geralmente mostram um sufixo feminino singular  -ət  ou  -a , e um sufixo feminino plural -at ou -iyyat, por exemplo,  ɣṛaḅa  "raven" vs. ɣṛaḅiyyat "ravens". A pluralização muitas vezes também é marcada na própria raiz por mudanças internas, por ex.  azidi  "chacal" vs.  izida  "chacais",  ašṭiṭ  "pássaro" vs.  išəṭṭan  "pássaros".
Em um substantivo, a última sílaba ou a penúltima (penúltima) é tônica, dependendo do contexto. Os fatores que determinam a ênfase no substantivo permanecem uma questão de debate. De acordo com Souag (2013), o acento depende essencialmente da definição: substantivos definidos recebem o penúltimo acento, enquanto os indefinidos são enfatizados na última sílaba. Schiattarella (2017) argumenta que a situação é um pouco mais complicada: notavelmente, locativos e substantivos destacados à direita recebem acento na última sílaba, enquanto substantivos destacados à esquerda são enfatizados no penúltimo.
Ao contrário da maioria das línguas berberes maiores, o Siwi não tem distinção de estado]]: um substantivo assume a mesma forma, seja usado como sujeito ou como objeto.

### Adjetivos
Siwi adjectives agree with their heads (or their referents) in gender and number, using a subset of the same affixes given above for nouns; for example:
|       | pequeno    | mudo      |
| ----- | ---------- | --------- |
| m.sg. | aħəkkik    | ləbkəm    |
| f.sg. | taħəkkəkt  | tləbkəmt  |
| m.pl. | iħəkkikən  | lbəkmən   |
| f.pl. | tiħəkkiken | təlbəkmen |

No entanto, o acordo nem sempre é completo. Os substantivos plurais femininos geralmente mostram concordância do plural masculino.
Os adjetivos podem ser marcados com um sufixo  -a , cuja função, possivelmente aspectual, ainda não foi estabelecida de forma conclusiva.
Adjetivos gradáveis com no máximo três consoantes raiz formam um comparativo invariável baseado no modelo consonantal  (ə) CCəC , originalmente emprestado do árabe: assim,  aħəkkik  "pequeno" produz  əħkək  "menor" ,  agzal  "curto" produz  gzəl  "menor",  aẓəy  "amargo" produz  ẓya  "mais amargo". Adicionar um sufixo  -hŭm  a isso, por sua vez, produz o superlativo.

### Demonstrativos
Os demonstrativos concordam com seu referente em número e, se singular, em gênero; demonstrativos mediais também concordam com o destinatário, um tipo tipologicamente incomum de [concordância alocutiva.
Os demonstrativos pronominais são os seguintes:
- "isto" (proximal): m.  wa / waya , f.  ta / taya , pl.  wi / wiyya
- "isso / aquilo" (medial, falando com um homem): m.  wok , f.  tok , pl.  wiyyok
- "isso / aquilo" (medial, falando com uma mulher): m.  mulher , f.  tom , pl.  wiyyom
- "isso / aquilo" (medial, falando para um grupo): m.  werwən , f.  terwən , pl.  wiyyerwən
- "que" (distal): m.  com , f.  tih , pl.  widin

Quando um demonstrativo modifica um sintagma nominal, ele recebe o prefixo  da-  ( ta-  para feminino singular). Para formar um presentative ("aqui está ..."), ele leva um prefixo  ɣ- . Os marcadores de posição ("whatsit", "whatchamacallit") usam as formas distais singulares mais  -in  ( wihin ,  tihin ).
Os adverbiais demonstrativos são baseados na mesma série menos os marcadores de concordância referentes: proximal  -a / -aya , medial  -ok / -om / -erwən , distal  -ih . Advérbios locativos ("aqui", "ali") prefixo para estes  gd-  (ou locativo aproximado  ss- ), enquanto advérbios de maneira ("assim", "assim") prefixo  ams- .

### Pronomes pessoais
Os pronomes pessoais Siwi distinguem número e (apenas no singular) gênero.
Siwi é uma língua anáfora zero, então o uso de formas independentes é relativamente limitado; em vez disso, marcadores de concordância ou sufixos referenciais geralmente são suficientes para tornar a referência pronominal inequívoca. A tabela a seguir fornece o sistema:
|        | Independente  | Objeto direto | Objeto da preposição / possuidor do termo de parentesco | Objeto indireto | Possessivo | Objeto de "por causa de" | Concordância Sujeito | Concordância Sujeito imperativo |
| ------ | ------------- | ------------- | ------------------------------------------------------- | --------------- | ---------- | ------------------------ | -------------------- | ------------------------------- |
| 1sg.   | niš           | -i            | V-ø / C-i                                               | -i              | nnəw       | -i                       | -ax / -a / -ɣ- / -ʕ- |                                 |
| 2sg.m. | šəkk          | -ek           | -k                                                      | -ak             | nnək       | -ăk                      | -aṭ / -ṭ-            | ø                               |
| 2s.f.  | šəmm          | -em           | -m                                                      | -am             | nnəm       | -ki                      | -aṭ / -ṭ-            | ø                               |
| 3sg.m. | nətta         | -a / Aff-t    | -s                                                      | -as             | nnəs       | -ăh                      | y-                   |                                 |
| 3sg.f. | ntatət        | -et / Aff-tət | -s                                                      | -as             | nnəs       | -ha                      | t-                   |                                 |
| 1pl.   | nišni / nični | -anax         | -nax                                                    | -anax           | nnax       | -na                      | n-                   | (n-...-wət)                     |
| 2pl.   | nknəṃ         | -ewən         | -wən                                                    | -awən           | nwən       | -kŭm                     | -m                   | -wət / -m-                      |
| 3pl.   | ntnən         | -en / Aff-tən | -sən                                                    | -asən           | nsən       | -hŭm                     | y-...-n              |                                 |

Alguns marcadores de concordância de sujeito assumem formas diferentes antes dos marcadores de concordância de objeto indireto, indicados acima com traços em ambos os lados (por exemplo,  -m- ). Os sufixos de objeto direto de 3ª pessoa assumem formas diferentes dependendo se seguem outro afixo ou seguem diretamente o radical. Após a concordância do sujeito 1º Sing, os objetos diretos da segunda pessoa são expressos com os pronomes independentes correspondentes. A série especial para "por causa de" ( msabb  /  mišan ) é emprestada do árabe.

### Verbos
Os verbos Siwi concordam em pessoa, número e (quando singular) gênero com seus sujeitos e seus objetos indiretos, e tomar sufixos marcando objetos pronominais. O verbo "abrir", por exemplo, é conjugado no perfectivo da seguinte forma:
 fətk-ax  eu abri
 fətk-aṭ  você (sg.) abriu
 yə-ftək  ele abriu
 tə-ftək  ela abriu
 nə-ftək  que abrimos
 fətk-əm  vocês (pl.) abriram
 yə-ftk-ən  eles abriram
Em alguns casos, substantivos plurais acionam concordância feminina no singular.
A ordem dos afixos pronominais no verbo é a seguinte: (sujeito) -raiz- (sujeito) - (objeto indireto) - (objeto direto), por ex.  y-uš-as-t i talti  "ele deu (m.) para a mulher".
Os verbos Siwi também são marcados para aspecto e modo]. A raiz básica é usada no imperativo e no irrealis / aorista; o último normalmente leva um prefixo  ga-  (sufixos de concordância precedentes), ou  (əd) da-  para sugestivos. A forma perfectiva é idêntica ao radical para a maioria dos verbos, mas em alguns é marcada por uma vogal com sufixo variável. O imperfeito é formado a partir do radical por uma variedade de estratégias morfológicas, incluindo geminação da segunda consoante, prefixação  t  e inserção de um  a . Um perfeito / resultante especial (incomum dentro do berbere) é formado a partir do perfectivo pelo sufixo  -a  para um verbo perfectivo totalmente conjugado incluindo quaisquer sufixos, mudando  ə  na última sílaba para  i ; o mesmo procedimento, aplicado a um verbo imperfeito, produz o significado "enquanto". Assim, por exemplo, do verbo  ukəl  "andar" deriva Siwi :
- perfective  y-ukəl  "ele andou"
- resultante  y-ukil-a  "ele andou"
- imperfeito  i-takəl  "ele anda, ele está caminhando, ele está caminhando"
- imperfeito + a  i-takil-a  "enquanto ele está / estava caminhando"
- ga + aorist  g- (y) -ukəl  "ele andaria, ele andaria"
- ədda + aorist  ədd- (y) -ukəl  "deixe-o andar!"

Ao contrário de muitas línguas berberes, o Siwi não tem morfologia verbal especial para negação; em todos os aspectos e humores, os verbos são simplesmente negados com a partícula pré-verbal  la . O proibitivo ("não"), entretanto, usa a forma imperfeita do verbo, ao contrário do imperativo que usa o radical básico.

## Numeração
O sistema numérico Siwi é quase inteiramente emprestado do árabe; os falantes mantiveram apenas dois numerais berberes tradicionais, um e dois, que são usados de forma bastante consistente para substantivos qualificados, mas competem com os equivalentes árabes para fins de contagem. Os numerais de 3 a 10 têm a mesma forma, sejam usados para contar ou para substantivos de qualificação. Os números 11-19 são descritos por Naumann (2009) como tendo duas formas separadas para contar e classificar substantivos. A tabela a seguir é de Naumann (2009), e (seguindo a fonte) usa IPA em vez de transcrição prática.
| 1. waʜəd ~ əd͡ʒːən, əd͡ʒːən, əd͡ʒːət         | 22. ətnaina wa ʢəʃrin (c. e q.)  |
| 2. ətnain ~ sən, sən                      | 23. ətlata wa ʢəʃrin (c. e q.)   |
| 3. ətlata                                 | 24. arˤbˤəʢa wa ʢəʃrin (c. e q.) |
| 4. arˤbˤəʢa (c. e q.)                     | 25. χamsa wa ʢəʃrin (c. e q.)    |
| 5. χamsa (c. e q.)                        | 26. sətti wa ʢəʃrin (c. e q.)    |
| 6. sətti (c. e q.)                        | 27. səbʢa wa ʢəʃrin (c. e q.)    |
| 7. səbʢa (c. e q.)                        | 28. ətmanja wa ʢəʃrin (c. e q.)  |
| 8. ətmanja (c. e q.)                      | 29. təsˤʢa wa ʢəʃrin (c. e q.)   |
| 9. təsˤʢa (c. e q.)                       | 30. ətlatin (c. e q.)            |
| 10. ʢaʃrˤa (c. e q.)                      | 40. arˤbˤəʢin (c. e q.)          |
| 11. əʜdaʃərˤ (contagem), əʜdaʃ (q.n.)     | 50. χamsin (c. e q.)             |
| 12. ətˤnaʃərˤ (c.), ətˤnaʃ (q.n.)         | 60. səttin (c. e q.)             |
| 13. ətlətˤaʃərˤ (c.), ətlətˤaʃ (q.n.)     | 70. səbʢin (c. e q.)             |
| 14. arˤbəʢtˤaʃərˤ (c.), arˤbəʢtˤaʃ (q.n.) | 80. ətmanjin (c. e q.)           |
| 15. əχməstˤaʃərˤ (c.), əχməstˤaʃ (q.n.)   | 90. təsˤʢin (c. e q.)            |
| 16. səttˤaʃərˤ (c.), səttˤaʃ (q.n.)       | 100. məjja (c. e q.)             |
| 17. əsbaʢtˤaʃərˤ (c.), əsbaʢtˤaʃ (q.n.)   | 200. məjjətain (c. e q.)         |
| 18. ətmantˤaʃərˤ (c.), ətmantˤaʃ (q.n.)   | 1000. alf (c. e q.)              |
| 19. ətsaʢtˤaʃərˤ (c.), ətsaʢtˤaʃ (q.n.)   | 2000. alfain ??? * não atestado  |

Alguns falantes preservam uma forma feminina herdada para "dois",  ssnət 
Uma complicação adicional no sistema de numeração é o uso sistemático de duais e formas especiais de numeração com unidades de medida emprestadas do árabe; assim, de  ssənt  "ano" obtemos  sənt-en  "dois anos" em vez de usar  sən  ou  tnen , e de  ssbuʕ  "semana" obtemos  təlt sbuʕ-at  (com  təlt  em vez de  tlata  para "três").

## Fonologia
Conforme Naumann (2012), Siwi tem um total de 44 segmentos fonologicamente distintos, 38 consoantes e 6 vogais.

### Consoantes
A língua Siuí apresenta 38 sons consoantes, os quais podem ser curtos ou longos
|             |             | Labial | Labial   | lveolar (Apical) | lveolar (Apical) | Pós-alveolar /Palatal (Laminal) | Velar | Velar       | Uvular | Uvular | Epiglotal | Glotal |
| plain       | Faríngea    | plana  | Faríngea | plana            | Faríngea         | Pós-alveolar /Palatal (Laminal) | plana | labiaozada. |        |        | Epiglotal | Glotal |
| ----------- | ----------- | ------ | -------- | ---------------- | ---------------- | ------------------------------- | ----- | ----------- | ------ | ------ | --------- | ------ |
| Nasal       | Nasal       | m      | mˤ       | n                |                  |                                 |       |             |        |        |           |        |
| Oclusivap   | surda       |        |          | t                | tˤ               | t͡ʃ*                             | k     | kʷ          | q      | qʷ     |           | (ʔ)    |
| Oclusivap   | sonora      | b      | bˤ       | d                | dˤ               | d͡ʒ*                             | ɡ     | ɡʷ          |        |        |           |        |
| Fricativa   | surda       | f      | fˤ       | s                | sˤ               | ʃ                               |       |             | χ      | χʷ     | ʜ         |        |
| Fricativa   | sonora      |        |          | z                | zˤ               |                                 |       |             | ʁ*     | ʁʷ*    | ʢ*        | ɦ*     |
| Lateral     | Lateral     |        |          | l                | lˤ               |                                 |       |             |        |        |           |        |
| Aproximante | Aproximante |        |          |                  |                  | j                               |       | w           |        |        |           |        |
| Intermitent | Intermitent |        |          | ɾ*               | rˤ               |                                 |       |             |        |        |           |        |

Notes
- / t͡ʃ / / d͡ʒ / são foneticamente africadas, não oclusivas.
- / ʁ ʁʷ ʢ ɦ / podem aparecer como aproximantes.
- A contraparte geminada de  / ɾ / é  [rː].[41]

A transcrição dessas consoantes difere um pouco de fonte para fonte. Naumann propõe uma transcrição baseada em prática latina inspirada na prática comum em outras línguas berberes: consoantes faringealizadas são transcritas com um ponto sob a letra (por exemplo, ṭ para  / tˤ / ), as pós-alveolars são escritos com um sinal hacek (č, ğ, š para  / tʃ /,  / dʒ /,  / ʃ /), semivogal  / j / como [y], fricativas uvulares como velars correspondentes (x, ɣ) e epiglotais como[ḥ] [ɛ]. No entanto, as epiglotais são frequentemente transcritas como faríngeas correspondentes ħ, ʕ, evitando o perigo de se confundir <ɛ> com uma vogal, enquanto o africado / fricativo pós-talveolar sonoro é frequentemente escrito como j ou ž. Todas as fontes transcrevem a fricativa glotais como h.

### Vogais
Siwi tem seis vogais fonêmicas:  / a, e, i, o, u, ə /. As vogais médias  / e / e  / o / são excluídos da posição final da palavra, e  / o / é raro. A presença de vogais médias é incomum para uma língua berbere e reflete amplamente as mudanças sonoras específicas do Siwi, bem como o empréstimo do árabe dialetal; antes dessas mudanças, a distinção proto-berbere entre * i e * e foi neutralizada em todos os ambientes, exceto antes do final de palavra  / n /.

## Amostra de texto
nəj’ə́l niráwa akəḅḅí
nəssəlsíya af̣andí
wə́n géyfəl nə́ṃṃas ’ə́ẓẓṃa
yáma iṣáṛi fəllas
landál d uli asəllás
Português
Achamos que tínhamos um menino;
Nós o vestimos como um cavalheiro;
Quem passasse, diríamos que o cumprimentasse.
Quanto aconteceu comigo por causa dele,
O malvado com um coração sombrio!